# La fragata de las máscaras
La fragata de las máscaras es una novela del escritor uruguayo Tomás de Mattos publicada en 1996.

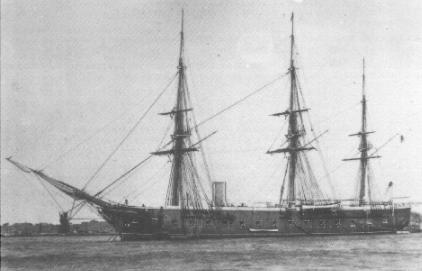

La novela está narrada (al igual que ¡Bernabé, Bernabé!) por un albacea que recibe un conjunto de manuscritos pertenecientes a la familia Narbondo; esta voz se alterna con la de la propia Josefina Péguy de Narbondo, quien escribe una larga carta-novela al norteamericano Herman Melville.
La carta de Josefina contiene la reescritura de la novela Benito Cereno del mismo Herman Melville, quien a su vez se basó en las Crónicas del Capitán norteamericano Amasa Delano, publicadas en 1817.
Josefina narra la historia del motín a bordo de la fragata "El Juicio" pero invirtiendo la situación, dándole protagonismo a los esclavos.
Tomás de Mattos incluye múltiples voces narrativas y cada una con su peculiar punto de vista. Así, el motín contra don Benito Cereno y Alejandro Aranda, es contado más de una vez.